# Alloeotomus gothicus
Alloeotomus gothicus är en insektsart som först beskrevs av Carl Fredrik Fallén 1807.  Alloeotomus gothicus ingår i släktet Alloeotomus, och familjen ängsskinnbaggar. Arten är reproducerande i Sverige.